# Ulica Kamienna we Wrocławiu
Ulica Kamienna – jedna z równoleżnikowych arterii w południowej części Wrocławia, łącząca ulicę Powstańców Śląskich (od pl. Powstańców Śl.) z ulicami Bardzką i Hubską.
Na planach urbanistycznych arteria ta pojawiła w roku 1895 przy projektowaniu Przedmieścia Południowego. Najpierw w 1900 przeprowadzono krótki dwustumetrowy odcinek pomiędzy pl. Powstańców a ul. Drukarską. Ten odcinek ulicy był dwupasmowy, z pasem zieleni pośrodku. Patronem ulicy został zmarły w 1831 pruski minister Heinrich Friedrich Karl Reichsfreiherr vom und zum Stein, nazwano ją więc Steinstraße. Nieco później, wskutek problemów własnościowych tutejszych gruntów, powstał niespójny z poprzednim odcinek środkowo-wschodni tej ulicy (od dzisiejszego skrzyżowania ulicy Kamiennej ze Ślężną do skrzyżowania z Hubską i Bardzką). W 1902 przy skrzyżowaniu wschodniego odcinka Kamiennej ze Ślężną (ówczesnych Steinstraße i Lohestraße) wybudowano zajezdnię tramwajową, która funkcjonuje do dziś jako zajezdnia tramwajowa nr 1. Ulicą Kamienną na odcinku między Borowską a Ślężną kursowały tramwaje.
Na planie miasta z roku 1909 nazwa Steinstraße obowiązuje na obu tych odcinkach, a pomiędzy nimi znajduje się m.in. fragment Neudorfer Friedhof (Cmentarza Nowowiejskiego). W krótkim czasie po wytyczeniu Steinstraße uzyskała kanalizację, wybudowano wzdłuż niej kilkadziesiąt kamienic czynszowych, a obie części ulicy łączyła wówczas ze sobą droga (dziś nieistniejąca) przebiegająca kilkadziesiąt metrów na północ od dzisiejszej Kamiennej, nazwana Kräuterweg (dosłownie: „Droga Ziołowa”).
Stan niedokończonej arterii utrzymał się przez następne dziesięciolecia, również po II wojnie światowej, w wyniku której zrównana została niemal cała dotychczasowa zabudowa wzdłuż Steinstraße i Kräuterweg.
Po wojnie polska komisja nazewnictwa potraktowała nazwisko patrona ulicy rzeczownikowo (Stein = kamień) i nadała jej nazwę ul. Kamiennej; tę samą nazwę otrzymał łącznik obu części ulicy – dawna Kräuterweg. Dopiero na przełomie lat 60. i 70. rozpoczęto zabudowę zrujnowanego podczas wojny obszaru osiedli Południe, Huby (osiedle mieszkaniowe „Huby”), a jeszcze później Gaj. Około roku 1975 przedłużono oś dwupasmowej ulicy Kamiennej tak, jak planowane to było jeszcze na początku XX wieku, aż do skrzyżowania ze Ślężną, a odcinek od Ślężnej do Borowskiej również poszerzono do dwóch pasów ruchu z zielenią pośrodku. Rejon Kräuterweg znikł pod współczesną zabudową i poszerzoną ulicą Kamienną.
Dzisiejsza ulica Kamienna stanowi ważny fragment systemu komunikacyjnego miasta, łączący węzłowy plac Powstańców Śląskich z nową zabudową mieszkalną osiedli Huby, Gaj i Tarnogaj. Liczy około 2,1 km długości i w swym zachodnim odcinku przebiega niemal dokładnie równoleżnikowo, a od skrzyżowania z ulicą Ślężną nieznacznie skręca w kierunku południowo-wschodnim.

## Uwagi

ulica Kamienna we Wrocławiu
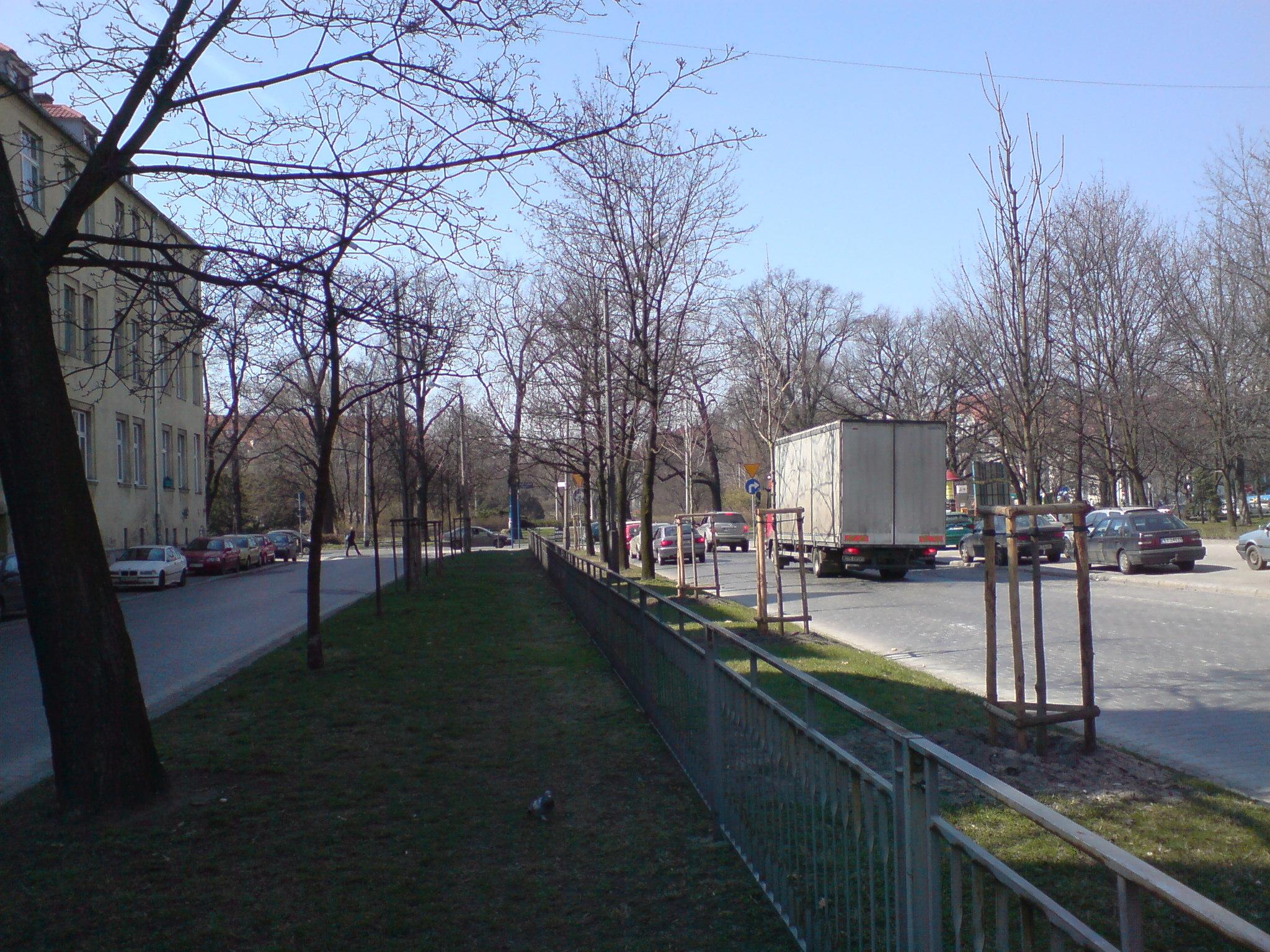
Odcinek zachodni, widok na zachód...
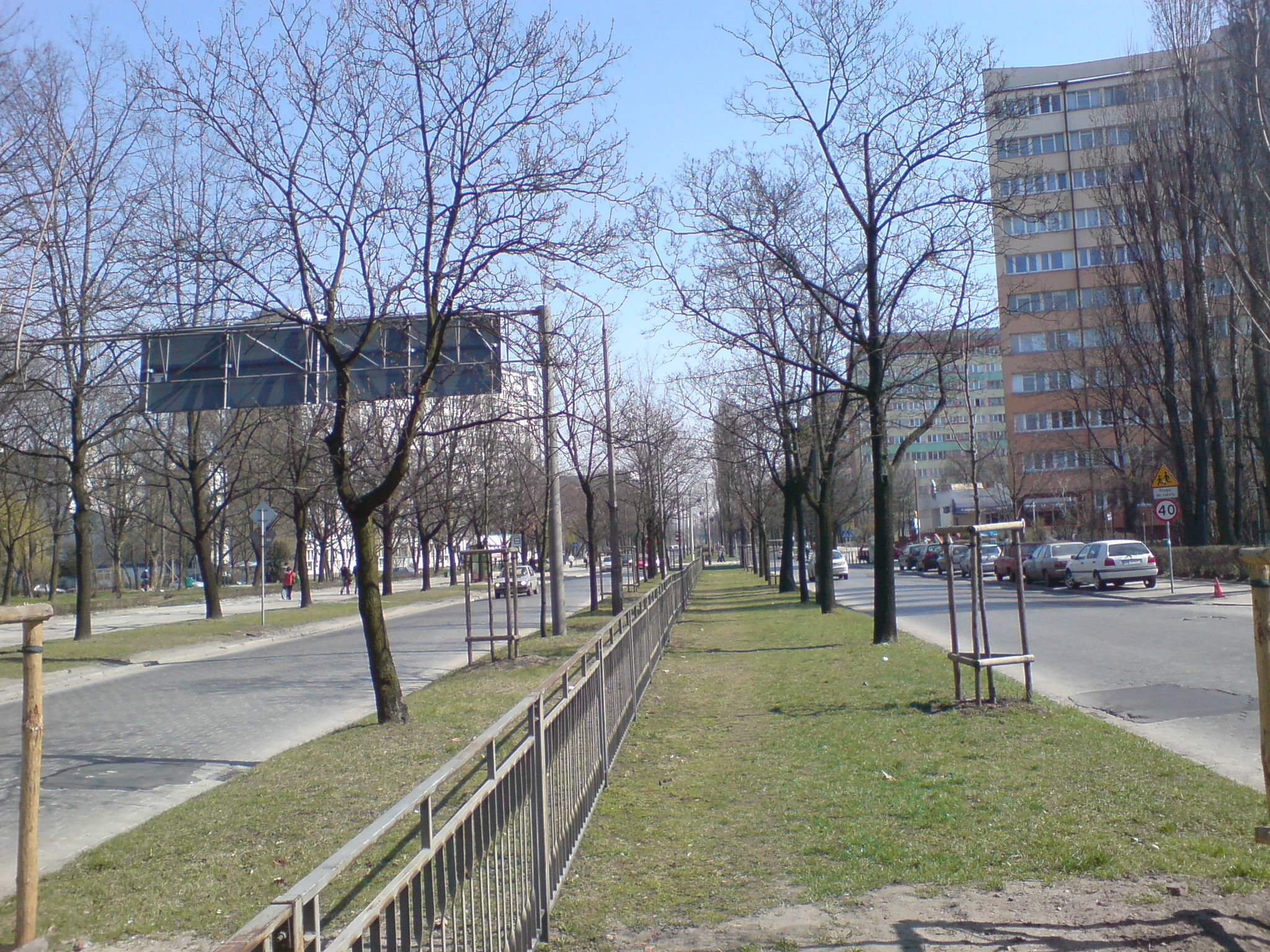
...widok na wschód, z tego samego miejsca.